# Meghatheertham
Meghatheertham là một bộ phim tiếng Malayalam của Ấn Độ năm 2009 do U Unni đạo diễn. Phim có sự tham gia của Saikumar và Kaviyoor Ponnamma trong các vai chính. Đó là một bộ phim theo định hướng âm nhạc.

## Diễn viên
- Vinu Mohan
- Aparna Nair
- Kaviyoor Ponnamma
- Siddique
- Saikumar
- Manikuttan
- Sharran

## Nhạc phim
Sharreth đã soạn phần nhạc gốc và nhạc phim cho bộ phim. Cần lưu ý rằng âm nhạc của bộ phim này đã được đánh giá cao. Sharreth là người đầu tiên nhận Giải thưởng Điện ảnh Bang Kerala cho Ca sĩ Nhạc Cổ điển Xuất sắc nhất cho ca khúc Bhaavayami của anh.
| Tiêu đề          | Ca sĩ                   |
| ---------------- | ----------------------- |
| "Mazhayaal"      | K. S. Chithra, Sharreth |
| "Bhaavayami"     | Sharreth                |
| "Maayunno Pakal" | Shankar Mahadevan       |
| "Mazhayaal (F)"  | K. S. Chithra           |
| "Kanneerumaay"   | Srinivas                |
| "Shaarada"       | P. Unnikrishnan         |
| "Dhyaanan Kondu" | Sharreth                |